# 蝶々結び (aikoの曲)
「蝶々結び」（ちょうちょうむすび）は、aikoのメジャー通算12作目のシングル。2003年4月23日にポニーキャニオンより発売。規格品番はPCCA-1896。

## 概要
- 前作「今度までには」から8ヶ月ぶりのシングル。
- 初回限定盤のみカラートレイ仕様。
- 「蝶々結び」は、"彼の靴の紐を結んであげれるくらい、近しい関係になりたい。"と言う意味とaiko本人が語っている。アルバム『暁のラブレター』では、6曲目に収録。
- グリコ乳業『カフェオーレ』九州地区限定TVCMソング としてタイアップされた。

## 収録曲
全作詞・作曲: AIKO、編曲: 島田昌典
1. 蝶々結び
2. 雨の日
3. 帽子と水着と水平線
4. 蝶々結び（instrumental）

## 収録アルバム
- 暁のラブレター (#1, #3)
- まとめI (#1)
- まとめII (#3) - 再レコーディングされての収録。